# Льоконт дьо Лил
Шарл Мари Рьоне Льоконт дьо Лил (на френски: Charles Marie René Leconte de Lisle) е френски поет и преводач.

## Биография
Роден е на 22 октомври 1818 година в Сен Пол на остров Бурбон (днес Реюнион) и прекарва ранните си години там и в Бретан, където завършва Ренския университет. През 1845 година се установява в Париж, където превежда древногръцки автори, като Омир, Хезиод, Есхил, Софокъл, Еврипид. С авторската си поезия той става основоположник на литературното движение на парнасизма.
Льоконт дьо Лил умира на 17 юли 1894 година в Лувесиен.